# Bor (fusil)
Pour les articles homonymes, voir Bor.
Le Bor (en polonais bór veut dire forêt) est un fusil de précision polonais de calibre 7,62 × 51 mm Otan. Son nom de code était Alex lors de son développement car le directeur des travaux s'appelait Aleksander Leżucha, Alex étant un diminutif d'Aleksander.

## Développement
En 1999, la Pologne rejoint l'OTAN après l'effondrement du Pacte de Varsovie. Le développement d'armes conformes aux calibres du "Bloc de l'Ouest" commence alors. C'est à Ośrodek Badawczo Rozwojowy Sprzętu Mechanicznego – OBR SM (centre de recherche et développement de l'équipement mécanique) à Tarnów, que les recherches sont menées. L'ingénieur Aleksander Leżucha, qui avait déjà réalisé le WKW Wilk anti-matériel de 12,7 mm est chargé de concevoir un fusil de sniper de calibre 7,62 OTAN standard à l'armée polonaise, en remplacement des armes de l'époque soviétique, principalement des SVD (Dragunov).
Les tests du Bor débutent à l'été 2005, et sa présentation officielle a été faite lors du 12e Salon international de l'industrie de la défense en septembre 2005 dans la ville de Kielce. La production en petites quantités commence en 2006.
À l'été 2007, après validation de tous les tests, les forces armées polonaises achètent 36 Bor  
En 2008, 81 Bor sont commandés d'ici à 2010 et la production est lancée en quantités suffisantes
Les missions en Iraq et Afghanistan ont permis d'acquérir une certaine expérience de l'arme, et d'apporter des améliorations. De nouveaux équipements de visée sont fournis(Carl Zeiss Optronics NSV 80 Night Sight Attachment), le bipied est remplacé, et le canon  est remplacé pour permettre une meilleure durée de vie.
En juin 2011, 55 Bor modifiés sont commandés d'ici à 2013.

## Caractéristiques techniques
Le Bor est une arme à verrou, en bullpup, c'est-à-dire que la chambre de combustion est le plus en arrière de l'arme, afin de diminuer la taille (1038 mm pour le Bor), donc l'encombrement de l'arme, tout en gardant un canon suffisamment long (680 mm pour le Bor) pour conserver une bonne précision.
Le Bor dispose d'un double frein de bouche, qui diminue le recul d'environ 30%, en plus de limiter l'élévation lors du tir. 
Un bipied est fourni avec l'arme, et il convient de l'utiliser posée au sol, du fait de la diminution du recul et de l'augmentation de la stabilité.
Un rail Picatinny permet de monter différentes sortes de lunettes. La Leupold 4.5-14x50 est fournie par défaut, et permet une correction jusqu'à 100 minutes d'arc, et un réglage de la parallaxe.

## Variantes

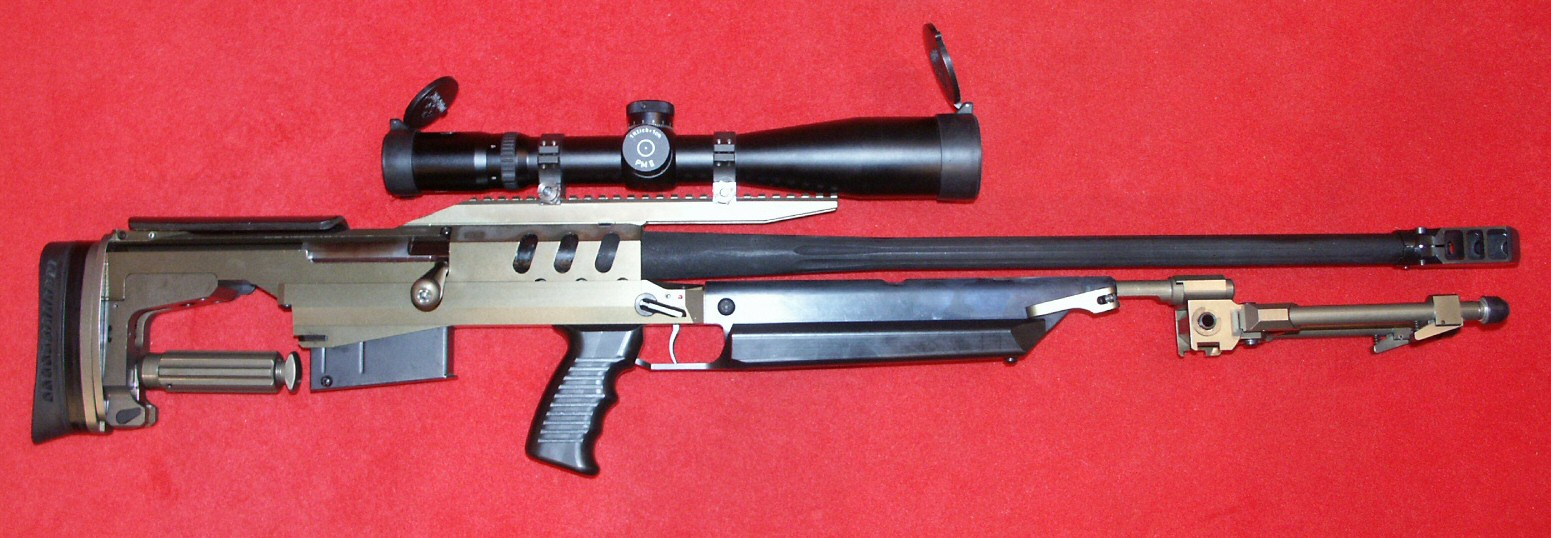
Alex-338 utilisant une lunette Schmidt & Bender PM II avec vue télescopique.

### Prototype Alex-338
Vers 2007, le OBRSM de Tarnów commence le développement d'un modèle utilisant le calibre .338 Lapua Magnum commence,. La dénomination Alex-338 est alors choisie, et l'original est appelé Alex-762, pour les différencier (762 étant le calibre en dixième de millimètres). En juin 2008, le premier exemplaire est assemblé, il est ensuite présenté officiellement au MSPO de Kielce en septembre de la même année. Il pèse 6,5 kg nu et 7,3 kg avec sa lunette Leupold standard montée.

### Alex Tactical Sport 308 Winchester
Le modèle utilisant le calibre .308 Winchester a été conçu pour un usage civil, et des simplifications ont été réalisées. il pèse 5,3 kg et pour un canon de 660 mm. Il a été présenté en mars 2013.